# Gledka
Gledka (bulgariska: Гледка) är ett distrikt i Bulgarien.   Det ligger i kommunen Obsjtina Stambolovo och regionen Chaskovo, i den centrala delen av landet, 220 km sydost om huvudstaden Sofia.
Trakten runt Gledka består till största delen av jordbruksmark. Runt Gledka är det ganska glesbefolkat, med 38 invånare per kvadratkilometer.